# Касперівська ГЕС
Ка́сперівська ГЕС — найпотужніша гідроелектростанція в Тернопільській області. Розташована на річці Серет біля села Касперівців Чортківського району.
Діє з 25 грудня 1963 року. Відтоді виробила понад 600 млн кВт·год електроенергії.
Нині навколо Касперівської ГЕС розташовується рекреаційна зона з водосховищем — місце оздоровлення і відпочинку.
17—19 лютого 2016 року на базі Касперівського водосховища проходив XIII зимовий чемпіонат світу з лову риби на мормишку за участи 60 учасників з 9 команд-гостей (Білорусь, Латвія, Литва, Монголія, Норвегія, Польща, США, Фінляндія) та команди України. Збірні Казахстану та Росії, попередньо пообіцявши, в останній момент від участі відмовились. Змагання мали проходити на льоду Тернопільського ставу⁣, але через його недостатню товщину (18—20 см — необхідна) їх провели біля Касперівців. Виловлені 81 рибини отримали місцеві коти.